# Abdul-Fattah Munif

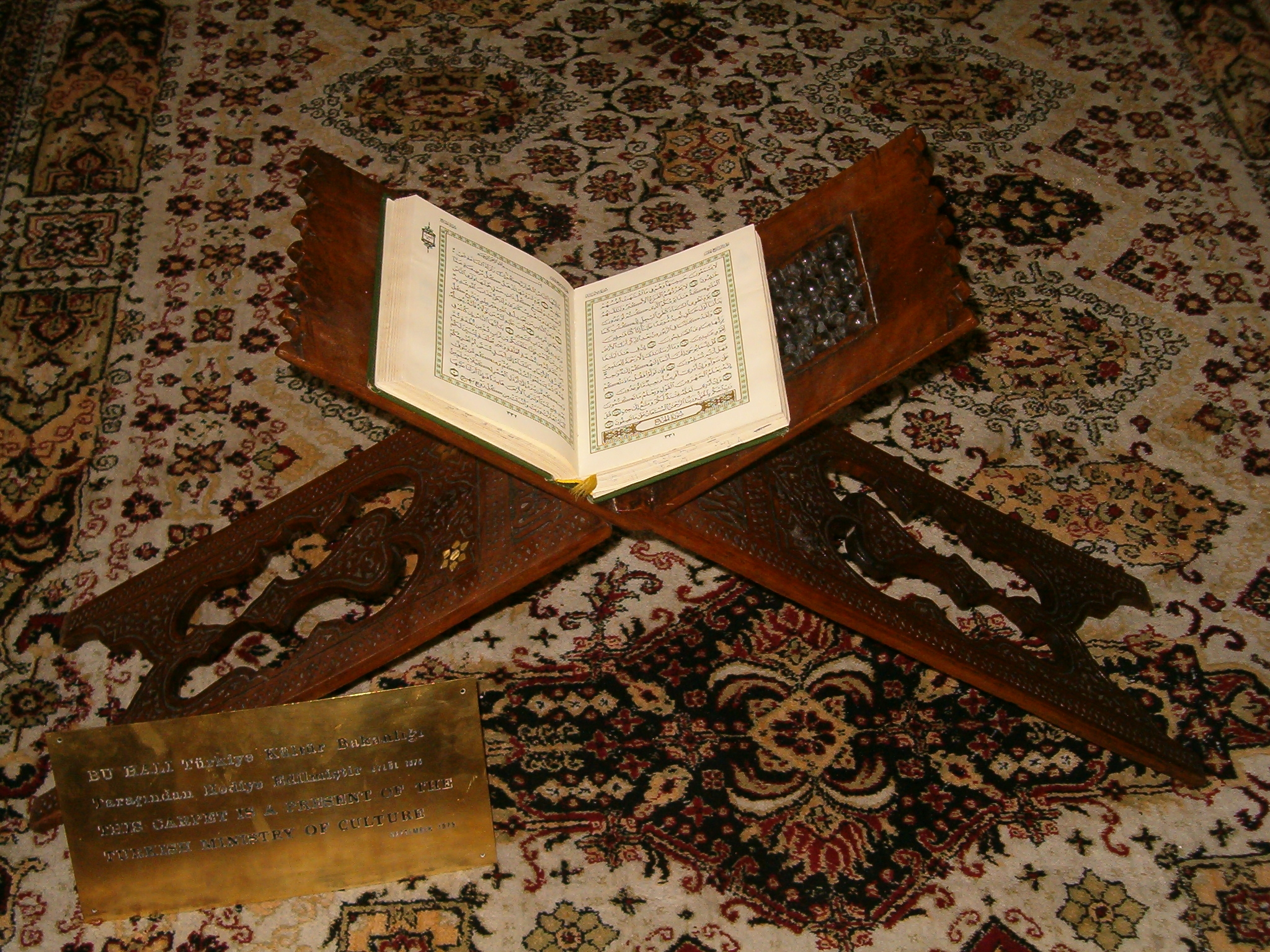
a Korán

Abdul-Fattah Munif (1975 –) arabista, fordító és iszlámszakértő.
Magyar-jemeni származású kutató, egyetemi diplomáját az ELTE BTK Sémi Filológia és Arab Tanszékén szerezte 2004-ben, PhD. fokozatát pedig 2013-ban szerezte meg nyelvtudományokban (arabisztika szakterületen), amelyet az ELTE BTK Nyelvtudományi Doktori Tanácsa ítélt oda a kutatónak summa cum laude minősítéssel. Doktori disszertációját a Korán lexikográfiai elemzéséről írta. Szakterülete a Korán-magyarázat és a Saría (iszlám törvénykezés).
Korábban publikált a Magyarországi Muszlimok Egyháza „Új Gondolat” elnevezésű folyóiratában. Rövid ideig a Magyar Nemzet napilap külpolitikai szakújságírója volt. 
Az ELTE BTK Sémi Filológia és Arab Tanszékén oktatott 2005 és 2007 között. Tudományos kutatóként részt vett a Magyar Tudományos Akadémia Könyvtárában őrzött arab kéziratgyűjtemény azonosításában és katalogizálásában.

## Könyvek, tanulmányok, kiadványok, cikkek
- Saría – Allah törvénye (társszerzőként), Presscon, 2003
- Bemutatkozik az iszlám vallás – Keresztény Ökumenikus Baráti Társaság, 2004.
- A szentek és közvetítők imádatának megítélése az iszlám vallásban – Új Gondolat, 2005.
- Iszlám műemlékek Magyarországon – Theologiai Szemle, 2006.
- Tér és imádság – Space and Prayer, Dr. Várszegi Asztrik, 2007.
- A Korán-magyarázat és helye a muszlim gondolkodásban – In: "Biblia és Korán", JATE Press, 2008.
- Szélsőségesség és mártíromság muszlim nézőpontból – In: Vallási fundamentalizmus, tradíció, politika és radikalizmus az iszlám világban – PPT, L’Harmattan, 2008.
- Mustafa Islamoglu: Allah a világok Ura, felismerni – megismerni – megérteni - Minaret Iskola, 2008. (lektorálás)
- An-Nawawi által gyűjtött Negyven hadísz – Magyarországi Muszlimok Egyháza, 2009.
- Szili Sándor: A normannkérdés az orosz történelemben I. Források – Russica Pannonicana, 2009. (arab vonatkozások lektorálása)
- Andalúzia és hatása a kultúrák közötti együttélésre - In: Keresztény-Zsidó Teológai Évkönyv, Gondolat Kiadó - Keresztény-Zsidó Társaság 2009.
- Az Iszlám és a vallásközi párbeszéd - In: A vallásközi párbeszéd a vallások szemszögéből, L’Harmattan - Békés Gellért Ökumenikus Intézet 2011.
- A test az iszlám tanításainak tükrében - In: "Testben élünk": XXII. Szegedi Nemzetközi Biblikus Konferencia.
- Az iszlám gazdasági alapszabályai - In: Terézvárosi Vallásközi Évkönyv 2014.
- A Korán egyértelmű és többértelmű részeinek problematikája Ibn Qutaybánál - In: Keresztény-Zsidó Teológiai Évkönyv 2014.
- A nem-muszlimok helyzete az iszlám világban - In: Terézvárosi Vallásközi Évkönyv 2015.
- Catalogue of the Arabic Manuscripts in the Library of the Hungarian Academy of Sciences, Brill Academic Publishers, 2016.

## További Információk
- „Tanulmány az iszlám vallás keletkezéséről”. [2012. április 18-i dátummal az eredetiből archiválva]. (Hozzáférés: 2012. február 12.)
- „Tanulmány a muszlimok tudományos hatásáról”. [2012. március 1-i dátummal az eredetiből archiválva]. (Hozzáférés: 2012. február 12.)
- „Tanulmány az iszlám toleranciájáról”. [2012. január 23-i dátummal az eredetiből archiválva]. (Hozzáférés: 2012. február 12.)
- „Tanulmány az arab világban élő vallási kisebbségek valós helyzetéről”. [2012. április 18-i dátummal az eredetiből archiválva]. (Hozzáférés: 2012. február 12.)
- „Tanulmány a Szalafizmus történetéről”. [2012. február 1-i dátummal az eredetiből archiválva]. (Hozzáférés: 2012. február 12.)
- „Rövid áttekintés a szúfizmusról”. [2012. január 28-i dátummal az eredetiből archiválva]. (Hozzáférés: 2012. február 12.)
- „Cikk az iszlámban javasolt lelki életről I. rész”. [2012. április 18-i dátummal az eredetiből archiválva]. (Hozzáférés: 2012. február 12.)
- „Cikk az iszlámban javasolt lelki életről II. rész”. [2012. április 18-i dátummal az eredetiből archiválva]. (Hozzáférés: 2012. február 12.)
- „Cikk a kamattilalomról az iszlámban”. [2012. április 18-i dátummal az eredetiből archiválva]. (Hozzáférés: 2012. február 12.)
- „Cikk az iszlám és környezetvédelem kapcsolatáról”. [2012. április 18-i dátummal az eredetiből archiválva]. (Hozzáférés: 2012. február 12.)
- „Cikk az ének és zenehallgatás megítéléséről az iszlámban”. [2012. április 18-i dátummal az eredetiből archiválva]. (Hozzáférés: 2012. február 12.)